# Hartland Abbey

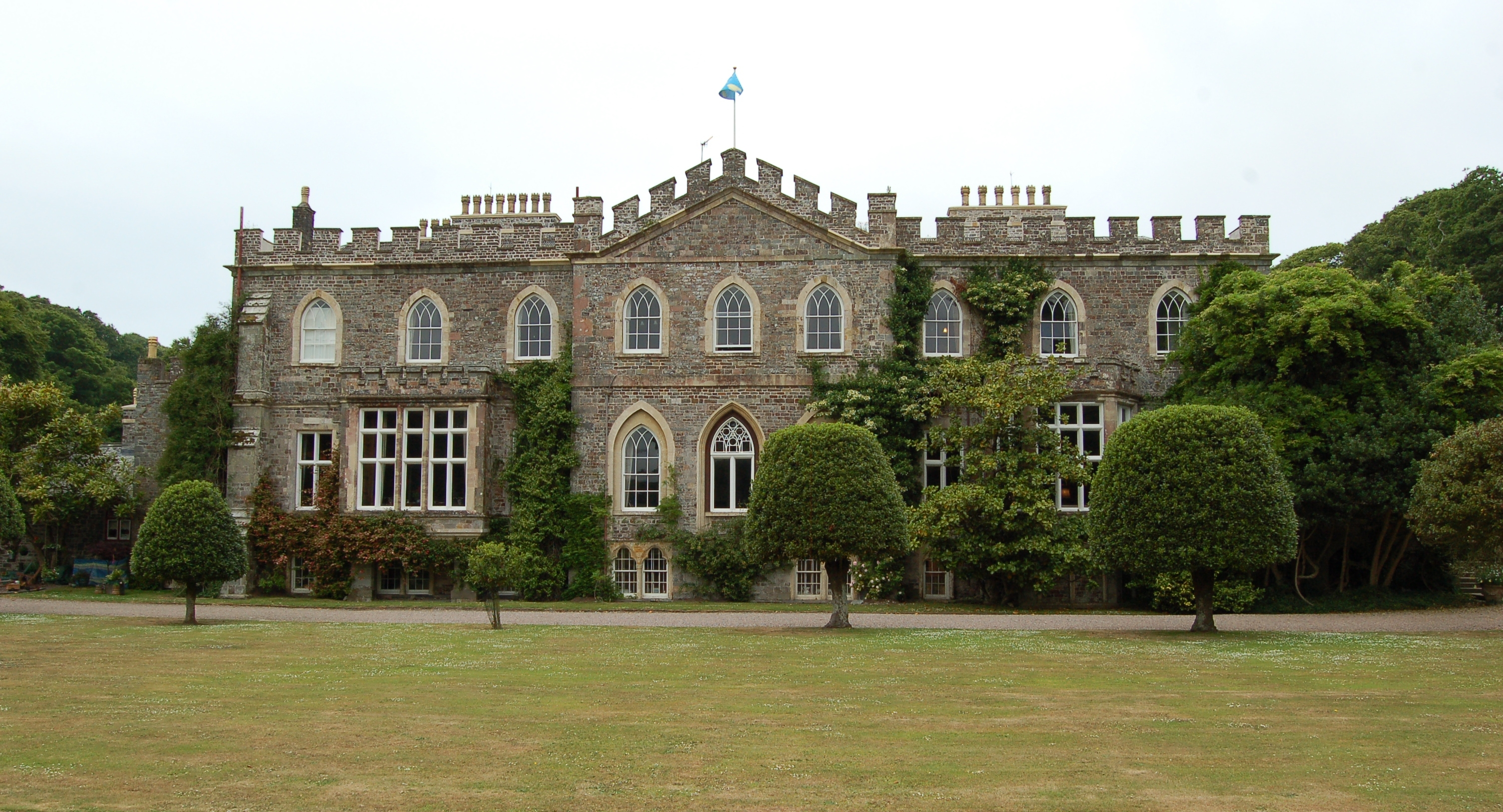
Hartland Abbey 2010

Hartland Abbey ist eine ehemalige Abtei und heutiges Landhaus in Hartland im Nordwesten der englischen Grafschaft Devon. Derzeitiger Eigner ist Sir Hugh George Copplestone Bampfylde Stucley, 6. Baronet.

## Geschichte der Abtei
Hartland Abbey wurde 1157 errichtet und 1160 von Bartholomew, der im Folgejahr zum Bischof von Exeter ernannt wurde, geweiht. Die Familie Botreaux aus Boscastle in Cornwall gehörte zu den freigiebigsten Stiftern der Abtei. 1187 gab ein William de Botreaux die Kirchenpatronate in seinen Grundherrschaften von Molland und Knowstone in Devon sowie das in Forrabury in Cornwall an die Abtei. Die Stiftung wurde von König Richard Löwenherz in einer Charta bestätigt und das Anwesen 1189 in eine Augustinerabtei umgewandelt.

## Auflösung
1539 wurde Hartland Abbey als letztes Kloster von König Heinrich VIII. aufgelöst. Der König gab das Gebäude an William Abbot, seinen Kellermeister auf Hampton Court Palace zusammen mit dem der Priorei in Bodmin, das Abbot bald an die Stadt zur Nutzung verkaufte. William Abbot ließ das frühere Wohnhaus des Abtes in ein Landhaus umbauen. Im September 1544 wurden die folgenden Ländereien der „Hartland Priory“ zusammen mit anderen Ländereien von Heinrich VIII. an Thomas Godwyne gegen eine Entschädigung von £ 1122 2s 6d zugeteilt: „(...) die Auflassung etc. namens Abbottes in der Pfarre Molland, alias Betters Molland (Molland Bottreaux), Devon, als Lehen von Anthony Deye und eine Auflassung etc. in Moore, alias Moore Town, in der Pfarre Bedyford (Bideford), Devon, als Lehen von Richard Penhorewod“. Im März 1546 erhielten James Gunter und Henry Wescott, denen vermutlich Hartland Abbey bei der Auflösung überlassen wurde, eine königliche Erlaubnis, „die Rektorei und das Kirchenpatronat der Vikareien Knowstone und Molland, Devon“, an Hugh Culme weiterzuveräußern.

## Heutiges Gebäude
Am heutigen Haus sind einige Komponenten im Tudorstil erhalten, z. B. einige schöne Holzvertäfelungen. Der Anbau zweier Flügel im Jahre 1705 wird dem Architekten John Meadows zugeschrieben, der auch an Eggesford House und in Arlington arbeitete und während des letztgenannten Auftrages verstarb. Es gibt eine schöne Inneneinrichtung, die Beispiele „gotischer“ Arbeiten von Batty Langley aufweist. Die Haupttrakte des Hauses wurden bis auf die Ebene der Kreuzgänge abgebrochen und im Stil der Strawberry-Hill-Gotik, die von Lord Walpole populär gemacht wurde, wieder aufgebaut. Weitere Umbauten wurden von George Stucley Mitte der 1800er-Jahre in Auftrag gegeben. Er engagierte George Gilbert Scott und das Gebäude wurde so umgebaut, dass sich ein neuer, formeller Eingang durch eine Vorhalle am nördlichen Ende ergab. Zwei Erker wurden an der Ostfassade angebaut. Innen präsentierten sich der Salon und das Speisezimmer in einem Stil, der dem des Palace of Westminster ähnelte, wobei alle diese Räume schöne Holzvertäfelungen erhielten (im elisabethanischen Stil im Speisezimmer und im Eingang, im Linenfold-Stil im Salon). Beide Räume besitzen entlang der Wände eine Reihe von Fresken, die Alfred Beer aus Exeter malte. Sie zeigen Ereignisse der englischen und irischen Geschichte, an denen der Meinung von Sir George Stucley nach seine Vorfahren beteiligt waren. Alfred Beer wurde auch mit der Herstellung des schönen Buntglas-Hochzeitsfensters im Treppenhaus beauftragt. Sir George Stucley ließ den Hauptgang des Hauses im Stil und in den Farben der Alhambra, die er kurz vorher besucht hatte, dekorieren. Gilbert Scott stellte Richard Coad als Bauüberwacher für diese Umbauten an; die Arbeiten wurden von der Firma Pulsman aus Barnstaple durchgeführt. Laut dem Autor von Beauties of England and Wales waren die Umbauten an der Nordwestecke die Arbeit eines Mr Mathews. Weitere Umbauten wurden ca. 1860 durchgeführt. Die Gärten wurden von Gertrude Jekyll angelegt.

## Filmkulisse
Das Blackpool-Bauernhaus auf dem Anwesen diente als Mrs Dashwoods Haus in der 2008 von der BBC ausgestrahlten Fernsehserie Sinn und Sinnlichkeit. Außerdem diente es 2012 als Kulisse für eine Ausgabe der Antiques Roadshow von BBC One.
Auf dem Anwesen wurde auch Rosamunde Pilchers Novelle The Shell Seekers von 1987 verfilmt und es fand die erfolglose Spielshow Hercules statt, die bereits nach einer Staffel beendet wurde. Zahlreiche andere Filme wurden hier gedreht, darunter eine Folge der BBC-Serie Top Gear.
Das Hartland Quay Hotel ist ebenfalls Teil des Anwesens. Dort waren viele Filmteams während der Aufnahmen untergebracht, angefangen mit einer aus den Disney-Studios während der Dreharbeiten zu Die Schatzinsel.